# 鹤果薹草
鹤果薹草（学名：Carex cranaocarpa），为莎草科薹草属下的一个植物种，为中国的特有植物。分布在中国大陆的山西、河北等地，生长于海拔1,500米至3,000米的地区，一般生于山坡阳处石缝中或路边，目前尚未由人工引种栽培。